# Historia de Taiwán

Mapa de Taiwán con las colonias españolas (en verde) y holandesas (en rosa) en el siglo XVII

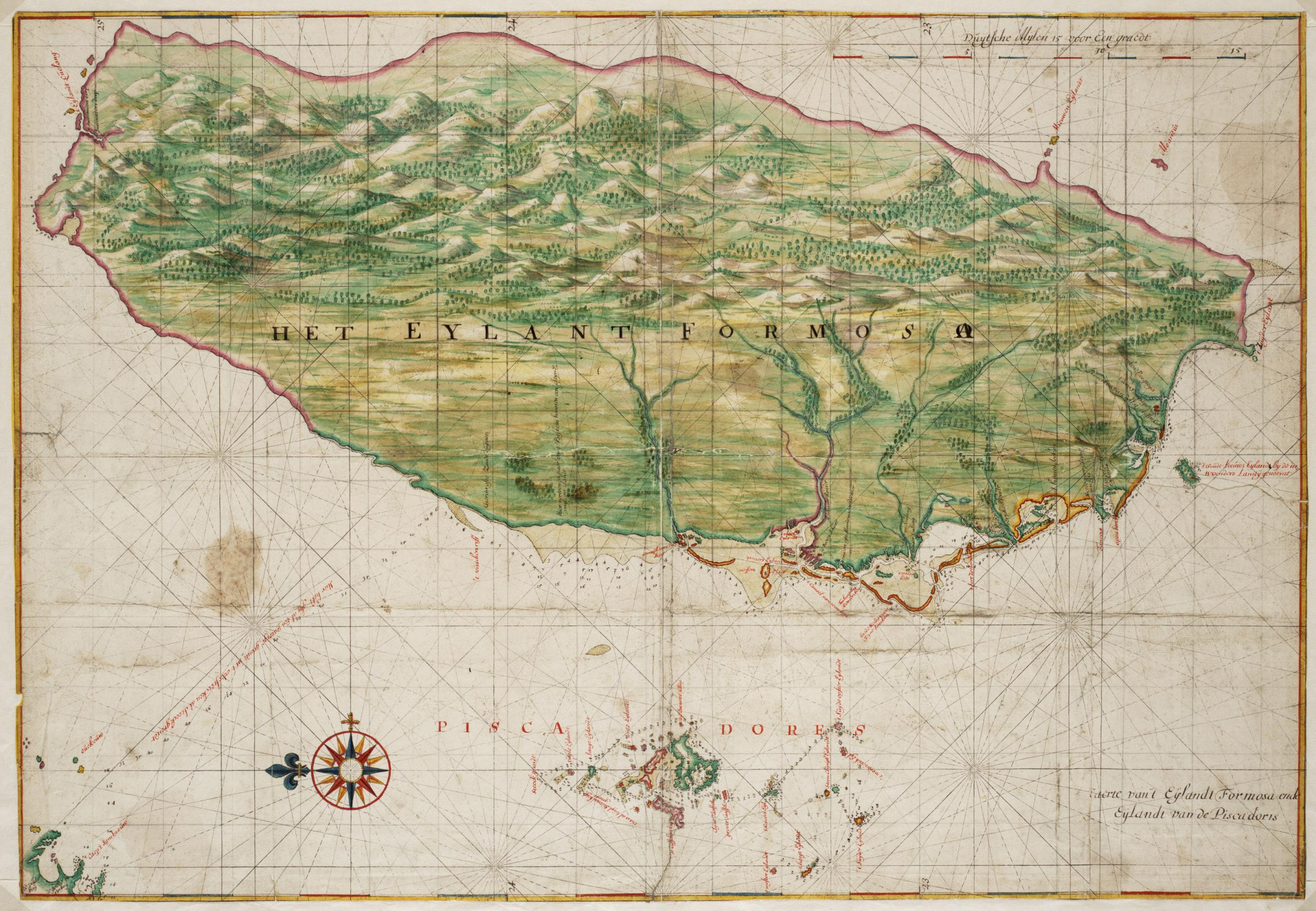
Mapa holandés de Taiwán

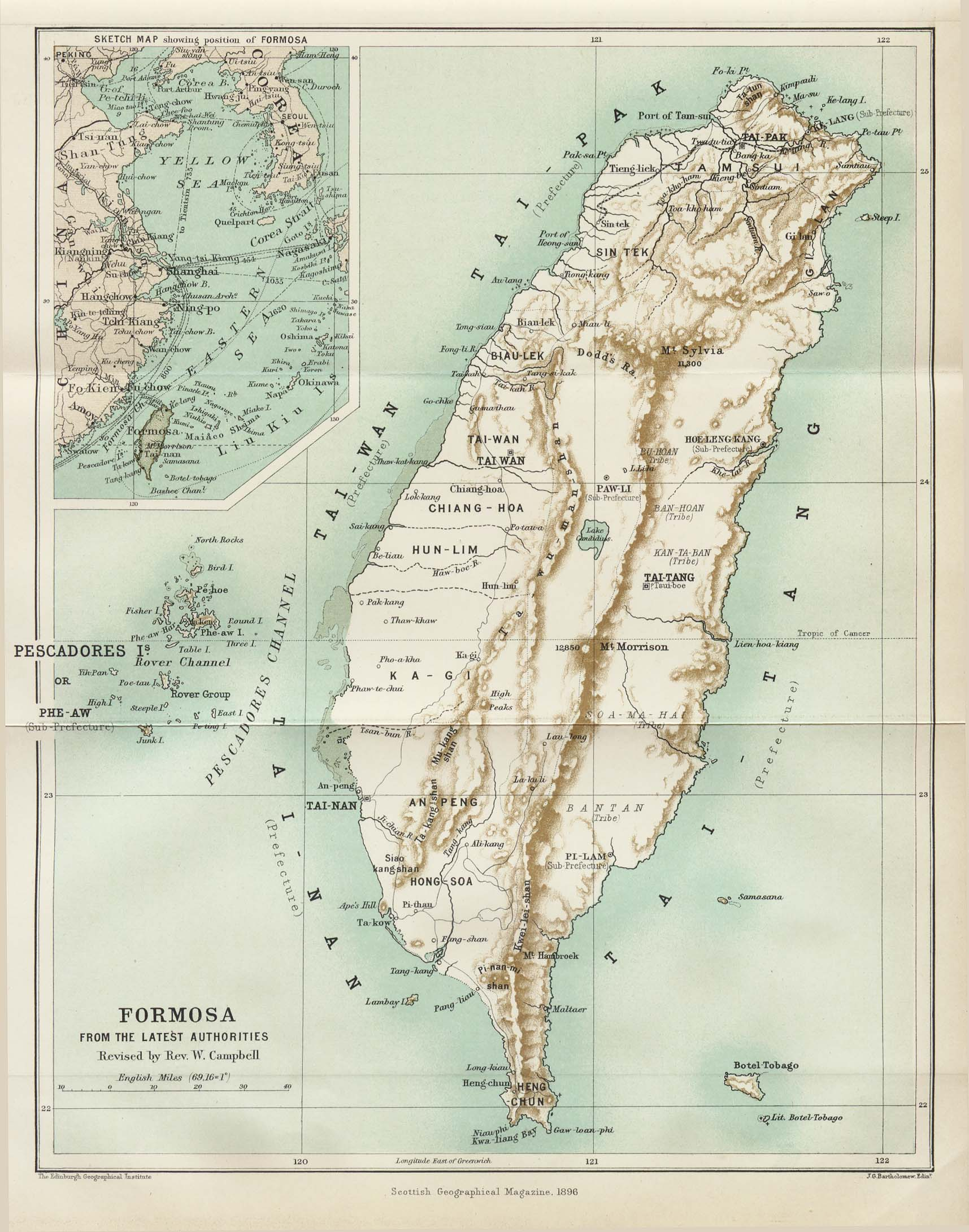
Mapa de Taiwán de 1896

Originalmente poblada por pueblos de origen austronesio, la isla de Taiwán o Formosa despertaría el interés de las potencias asiáticas y europeas a partir del siglo XVII, cuando fue ocupada por neerlandeses, españoles, chinos y japoneses.
En 1683 la isla quedó en manos chinas por primera vez, integrada en los dominios de la dinastía Qing, situación que se mantuvo hasta 1895, cuando su derrota en la primera guerra sino-japonesa obligó a los chinos a ceder Taiwán a los japoneses.
El 25 de octubre de 1945, la isla se convirtió en soberanía china de nuevo tras la derrota japonesa en la Segunda Guerra Mundial. Posteriormente, el 1 de octubre de 1949, Taiwán se convirtió en el refugio del gobierno nacionalista chino; el Kuomintang, que fue vencido durante la guerra civil china contra el Partido Comunista de China. El KMT gobernó Taiwán (junto con las islas de Kinmen, Wuqiu y Matsu en el lado opuesto del Estrecho de Taiwán) como un Estado de partido único durante cuarenta años, hasta las reformas democráticas de la década de 1980, que condujeron a las primeras elecciones presidenciales democráticas en 1996. Durante el período de posguerra, Taiwán experimentó una rápida industrialización y un crecimiento económico conocido como el "Milagro de Taiwán", y fue conocido como uno de los "Cuatro Tigres Asiáticos".

## Prehistoria
En el Pleistoceno tardío, el nivel del mar era unos 140 m más bajo que en la actualidad, exponiendo el suelo del poco profundo Estrecho de Taiwán como un puente de tierra que era atravesado por la fauna del continente. En el canal entre las islas Penghu y Taiwán se ha hallado una concentración de fósiles de vertebrados, incluida una mandíbula parcial denominada Penghu 1, aparentemente perteneciente a una especie hasta ahora desconocida del género Homo'.
Estos fósiles datan de hace entre 450.000 y 190.000 años. Las pruebas más antiguas de la presencia humana moderna en Taiwán consisten en tres fragmentos craneales y un diente molar encontrados en Chouqu y Gangzilin, en el Distrito de Zuojhen, Tainan. Se calcula que tienen entre 20.000 y 30.000 años de antigüedad. Los artefactos más antiguos son herramientas de guijarros astillados de la cultura paleolítica Changbin halladas en cuatro cuevas de Changbin, Taitung, datadas entre 15.000 y 5.000 años atrás, y similares a las de yacimientos contemporáneos de Fujian. La misma cultura se encuentra en yacimientos de Eluanbi, en el extremo sur de Taiwán, y persistió hasta hace 5.000 años. El análisis de esporas y granos de polen en sedimento del lago Sun Moon sugiere que las huellas de la agricultura de tala y quema comenzaron en la zona desde hace 11.000 años, y finalizaron hace 4.200 años, cuando se encontraron abundantes restos de cultivo de arroz en dicho periodo. A principios del Holoceno hace 10.000 años, el nivel del mar subió, formando el estrecho de Taiwán y separando la isla del continente asiático.
En diciembre de 2011, se encontró el esqueleto del Hombre de Liangdao, de unos 8.000 años de antigüedad, en la isla de Liang. En 2014, se descubrió que el ADN mitocondrial del esqueleto pertenecía al Haplogrupo E, con dos de las cuatro mutaciones características del subgrupo E1.
El único enterramiento paleolítico que se ha encontrado en Taiwán fue en la cueva Xiaoma de Chenggong, en el sureste de la isla, datado en torno al 4000 a. C., de un varón similar en tipo a los Negritos encontrados en Filipinas.
También hay referencias en textos chinos y tradiciones orales aborígenes taiwanesas a pigmeos en la isla en algún momento del pasado.
Alrededor del 3.000 a. C., apareció abruptamente la cultura Dapenkeng neolítica, que se extendió rápidamente por la costa de la isla. Sus yacimientos se caracterizan por la cerámica cordada, las azuelas de piedra pulida y las puntas de pizarra. Sus habitantes cultivaban arroz y mijo, pero también dependían en gran medida de las conchas marinas y el pescado. La mayoría de los estudiosos creen que esta cultura no deriva de la cultura Changbin, sino que fue traída a través del Estrecho por los antepasados de los actuales aborígenes taiwaneses, que hablaban las primeras lenguas austronesias. Algunos de estos pueblos emigraron más tarde desde Taiwán a las islas del sudeste asiático y, desde allí, a todo el Pacífico y el Índico.
Las lenguas malayo-polinesias se hablan ahora en una enorme zona desde Madagascar hasta Hawái, Isla de Pascua y Nueva Zelanda, pero sólo forman una rama de la familia austronesia, el resto de cuyas ramas sólo se encuentran en Taiwán.
Los vínculos comerciales con Filipinas continuaron desde principios del II milenio a. C., incluyendo el uso de jade del este de Taiwán en la cultura filipina del jade.
A la cultura Dapenkeng le sucedieron diversas culturas por toda la isla, como la Tahu y la Yingpu.
El hierro apareció a principios de la era actual en culturas como la Cultura Niaosung.
Los primeros artefactos metálicos eran artículos de comercio, pero hacia el año 400 d. C. ya se producía hierro forjado localmente utilizando bloomeries, una tecnología posiblemente introducida desde Filipinas.

## Contacto y asentamiento chino
Los primeros relatos chinos hacen referencia a visitas a islas orientales que algunos historiadores identifican con Taiwán. Se tiene constancia de que tropas del estado Tres Reinos de Wu Oriental visitaron una isla conocida como Yizhou en la primavera de 230. Trajeron de vuelta a varios miles de nativos, pero entre el 80 y el 90 por ciento de los soldados murieron a causa de enfermedades desconocidas. Algunos estudiosos han identificado esta isla como Taiwán, mientras que otros no. El Libro de Sui relata que el Emperador Yang de la dinastía Sui envió tres expediciones a un lugar llamado Liuqiu a principios del siglo VII. Trajeron cautivos, telas y armaduras. El Liuqiu descrito por el Libro de Sui tenía cerdos y gallinas, pero no vacas, ovejas, burros ni caballos. Producían poco hierro, no tenían sistema de escritura, ni impuestos, ni código penal. Además estaban gobernados por un rey con cuatro o cinco comandantes. Los nativos utilizaban cuchillas de piedra y practicaban la agricultura de roza y quema para cultivar arroz, mijo, sorgo y judías. Más tarde, el nombre Liuqiu (cuyos caracteres se leen en japonés como "Ryukyu") se refería a la cadena de islas al noreste de Taiwán, pero algunos estudiosos creen que pudo referirse a Taiwán en el periodo Sui. Los chinos se referían a la isla de Okinawa como "Gran Liuqiu" y a Taiwán como "Liuqiu menor".
Durante la dinastía Yuan (1271-1368), los chinos Han comenzaron a visitar Taiwán. El emperador yuan Kublai Khan envió funcionarios al reino de Ryukyu en 1292 para exigir su lealtad a la dinastía Yuan, pero los funcionarios acabaron en Taiwán y lo confundieron con Ryukyu. Tras la muerte de tres soldados, la delegación se retiró inmediatamente a Quanzhou en China. En 1297 se envió otra expedición. Wang Dayuan visitó Taiwán en 1349 y observó que no encontró ningún chino allí y que la gente era diferente de la población de Penghu. Mencionó la presencia de cerámica Chuhou de la actual Lishui, Zhejiang, lo que sugiere que los comerciantes chinos ya habían visitado la isla en la década de 1340.
A principios del siglo XVI, cada vez más pescadores, comerciantes y piratas chinos visitaban el suroeste de la isla. Algunos mercaderes de Fujian estaban lo bastante familiarizados con los pueblos indígenas de Taiwán como para hablar lenguas formosanas. Los habitantes de Fujian navegaron más cerca de Taiwán y las Ryukyus a mediados del siglo XVI para comerciar con Japón mientras eludían a las autoridades Ming. Los chinos que comerciaban en el Sudeste Asiático también empezaron a tomar el rumbo de la brújula del Mar del Este (dongyang zhenlu) que pasaba por el suroeste y el sur de Taiwán. Algunos de ellos comerciaban con los aborígenes taiwaneses. Durante este periodo, Taiwán era conocida como Xiaodong dao ("pequeña isla oriental") y Dahui guo ("el país de Dahui"), una corrupción de Tayouan, una tribu que vivía en un islote cerca de la moderna Tainan de la que deriva el nombre de "Taiwán". A finales del siglo XVI, chinos de Fujian se asentaron en el suroeste de Taiwán. Los piratas chinos Lin Daoqian y Lin Feng visitaron Taiwán en 1563 y 1574 respectivamente. Lin Daoqian era un pirata de Chaozhou que huyó a Beigang en el suroeste de Taiwán y se marchó poco después. Lin Feng trasladó sus fuerzas piratas a Wankan (en el moderno condado de Chiayi) en Taiwán el 3 de noviembre de 1574 y lo utilizó como base para lanzar incursiones. Se marcharon a Penghu tras ser atacados por los nativos y la armada Ming los desalojó de sus bases. Más tarde regresó a Wankan, el 27 de diciembre de 1575, pero se marchó al sudeste asiático tras perder un encuentro naval con las fuerzas Ming el 15 de enero de 1576. El pirata Yan Siqi también utilizó Taiwán como base. En 1593, los funcionarios de la Ming empezaron a expedir diez licencias anuales para que los juncos chinos comerciaran en el norte de Taiwán. Los registros chinos muestran que, después de 1593, cada año se concedían cinco licencias para comerciar en Keelung y cinco licencias para Tamsui. Sin embargo, estas licencias no hacían más que reconocer el comercio ilegal ya existente en estos lugares.
Al principio, los comerciantes chinos llegaron al norte de Taiwán y vendieron hierro y textiles a los pueblos aborígenes a cambio de carbón, azufre, oro y carne de venado. Más tarde, el suroeste de Taiwán superó al norte como destino de los comerciantes chinos. El suroeste tenía salmonetes, que atraían a más de cien juncos pesqueros de Fujian cada año durante el invierno. La temporada de pesca duraba de seis a ocho semanas. Algunos de ellos acampaban en las costas de Taiwán y muchos empezaban a comerciar con los indígenas para obtener productos del ciervo. El comercio del suroeste de Taiwán tuvo poca importancia hasta después de 1567, cuando se utilizó como forma de eludir la prohibición del comercio sino-japonés. Los chinos compraban pieles de ciervo a los aborígenes y las vendían a los japoneses con grandes beneficios.
Cuando un barco portugués pasó por el suroeste de Taiwán en 1596, varios de sus tripulantes, que habían naufragado allí en 1582, observaron que la tierra se había cultivado y ahora había gente trabajándola, presumiblemente colonos de Fujian. Cuando los holandeses llegaron en 1623, se encontraron con unos 1.500 visitantes y residentes chinos. La mayoría se dedicaba a la pesca estacional, la caza y el comercio. La población fluctuaba a lo largo del año y alcanzaba su máximo en invierno. Una pequeña minoría trajo consigo plantas chinas y cultivó manzanas, naranjas, plátanos y sandías. Algunas estimaciones de la población china la sitúan en 2.000. Había dos aldeas chinas. El más grande estaba situado en una isla que formaba la bahía de Tayouan. Estaba habitado todo el año. El pueblo más pequeño estaba situado en tierra firme y acabaría convirtiéndose en la ciudad de Tainan. A principios del siglo XVII, un chino lo describió como habitado por piratas y pescadores. Un visitante holandés observó que en una aldea aborigen cercana al centro de comercio sino-japonés había un gran número de chinos y que "apenas había una casa en esta aldea... que no tuviera uno o dos o tres, o incluso cinco o seis chinos viviendo en ella". El habla de los aldeanos contenía muchas palabras siníticas y sonaba como "una lengua mezclada y entrecortada". Con el tiempo la lengua tradicional de la isla el chino hokkien taiwanés, estrechamente emparentado con el chino hokkien amoyés sería la lengua predominante en la isla, aun hablada por el 82% de la población.

## Historia de Taiwán hasta 1949
Los pueblos originales austronesios nunca llegaron a desarrollar la escritura, por lo que se sabe poco del tipo de sociedad que existía en Taiwán hasta la llegada de las potencias extranjeras en el siglo XVII, cuando los japoneses se interesaron por la isla, si bien no lograrían conquistarla. Los portugueses le dieron el nombre de Formosa, España fundó colonias y dominó durante 16 años el norte de la isla, hasta que los holandeses, asentados primero en el sur, expulsaron a los españoles y, entre 1624 y 1662, lograron el control de amplias zonas costeras, desde donde mantenían contactos comerciales con China y Japón, y quienes organizaron la colonización china de Taiwán. 
Los holandeses a su vez serían expulsados por el ejército de 25 000 hombres de Zheng Chenggong (más conocido en Occidente como Koxinga), un antiguo pirata a las órdenes de la dinastía Ming, que organizó la segunda oleada de colonos chinos en la isla, desplazando gradualmente hacia el interior a los aborígenes. Koxinga y sus descendientes crearon el independiente Reino de Tungning, pero desgastaron su poder intentando reconquistar para los Ming la China continental, y terminarían rindiéndose en 1683 a la dinastía manchú Qing quedando así pues Taiwán en poder de China por primera vez.
En 1895, tras la primera guerra sino-japonesa, China fue obligada por el Tratado de Shimonoseki a ceder Taiwán a Japón a perpetuidad. Durante 50 años, los japoneses propiciaron un enorme desarrollo de Taiwán en todos los ámbitos, si bien a costa de imponer un estricto monopolio de todos los productos, y de reprimir militarmente cualquier resistencia.
Tras la derrota japonesa en la Segunda Guerra Mundial, la isla volvió a ser territorio chino, convirtiéndose en provincia de la República de China. El ejército del partido nacionalista Kuomintang, que dominaba las instituciones de la República, ocuparía la isla con el apoyo de los Estados Unidos.
En sólo dos años el gobierno chino arrastró a la bancarrota la economía de la isla y suprimió la autonomía que ésta llegó a tener de Japón, provocando protestas que terminaron con la masacre de unos 30 000 ciudadanos taiwaneses. Eliminada toda resistencia, la isla se convirtió en una base segura para el Kuomintang de Chang Kai Chek que en 1949, tras ser derrotado en la guerra civil por los comunistas de Mao Zedong, se retiró a Taiwán atrayendo consigo a unos dos millones de chinos del continente.

## Historia de la República de China en Taiwán
La victoria de los comunistas en el continente chino, donde Mao Zedong proclamó la nueva República Popular China, llevaron al gobierno del Kuomintang, liderado por Chiang Kai-shek a refugiarse en la isla de Taiwán, donde se ha mantenido hasta la actualidad el régimen de la República de China. Hasta 1987, el país estuvo oficialmente en estado de guerra, lo cual limitaba las libertades civiles y políticas de sus habitantes. Tras la muerte de Chiang Kai-shek, su hijo Chiang Ching-kuo llevó a cabo una progresiva democratización de la isla, continuada por su sucesor Lee Teng-hui. Este proceso democratizador culminaría en las elecciones presidenciales del año 2000, cuando el candidato del Kuomintang fue derrotado por el candidato de la oposición Chen Shui-bian. Actualmente, el presidente del país es Lai Ching‑te.
El hecho de que el estado ubicado en Taiwán sea oficialmente la República de China, el antiguo régimen político chino hasta 1949, ha dado lugar a una compleja situación política y diplomática. Para más información sobre el estatus de Taiwán desde 1949 véase el artículo Estatus político de Taiwán.